# Paranoid Time
Paranoid Time – pierwsza EPka zespołu Minutemen wydany w 1980 przez wytwórnię SST Records na płycie gramofonowej (7"). Materiał nagrano w studiu "Media Art" w Hermosa Beach (Kalifornia). W 1988 wydano album na płycie CD (SST Records).

## Lista utworów
Informacje według Discogs
1. "Validation" (M. Tamburovich, M. Watt) – 0:38
2. "The Maze" (D. Boon) – 0:39
3. "Definitions" (M. Watt) – 1:13
4. "Sickles And Hammers" (instrumental) (D. Boon, M. Watt) – 0:47
5. "Fascist" (D. Boon) – 0:56
6. "Joe McCarthy's Ghost" (M. Watt) – 0:59
7. "Paranoid Chant" (M. Watt) – 1:19

## Skład
Informacje według Discogs:
- D. Boon – gitara, śpiew
- Mike Watt – gitara basowa, śpiew
- George Hurley – perkusja, wokal wspierający
- Greg Hurley – wokal wspierający w "Joe McCarthy's Ghost" i "Paranoid Chant"

produkcja
- Greg Ginn – producent
- Spot – inżynier dźwięku